# Baie de l’Ionosphère
Die Baie de l’Ionosphère (französisch für Ionosphärenbucht, englisch Ionosphere Bay) ist eine Bucht an der Küste des ostantarktischen Adelielands. Sie liegt auf der Ostseite des Kap Découverte.
Französische Wissenschaftler kartierten und benannten die Bucht im Jahr 1951.